# Copa Rio Internacional de 1951
O Torneio Internacional de Clubes Campeões de 1951, nome oficial pela CBD, também conhecido como Torneio Internacional de Clubes Campeões - Copa Rio, Copa Rio, Campeonato Mundial de Futebol, Torneio Mundial de Campeões, Torneio Internacional de Campeões, e chamado de Torneio dos Campeões na França, Espanha, Portugal, Suíça e na Itália também de Copa dos Campeões, foi a edição inaugural do torneio internacional de clubes que era para ser bianual como o projetado para a Copa do Mundo (1949 e 1951) ou quadrienal de acordo com o seu regulamento, sendo disputado por 8 equipes da Europa e América do Sul entre 30 de junho e 22 de julho de 1951 em São Paulo e no Rio de Janeiro, nos estádios do Pacaembu e Maracanã, respectivamente.
A competição foi conquistada pelo Palmeiras, do Brasil, e teve a Juventus, da Itália, como vice-campeã.
A Copa Rio de 1951 é a primeira competição interclubes entre continentes da história, recebendo status de mundial de clubes em sua época, tendo sido inaugurada nove anos antes da Copa Intercontinental. O renomado jornalista Nelson Rodrigues, irmão do idealizador Mário Filho, a definiu como "um acontecimento do futebol mundial". A competição foi organizada pela Confederação Brasileira de Desportos, com auxílio e chancela da FIFA, e tinha este nome o troféu por ter sido oferecido pela prefeitura do Distrito Federal do Brasil (1891–1960). De acordo com o La Stampa, foi "organizada com grandes recursos e grande publicidade" na capital dos Estados Unidos do Brasil em junho e julho de 1951. A FIFA declara que o Palmeiras é detentor do título da primeira competição mundial de clubes da história. Aprovado pelo Comitê Executivo da FIFA em 7 de junho de 2014 durante a reunião onde também se planejou as competições da FIFA de 2015 até 2019 (ano do anúncio do novo mundial da entidade). Entretanto, não alterando a nomenclatura e nem unificando a competição com a Copa do Mundo de Clubes da FIFA, assim como a entidade também fazia com a Copa Intercontinental nas suas reportagens até 2024, quando renomeou o mundial anual para Copa Intercontinental da FIFA, unificando todos os torneios anuais desde 1960. Com isso, em 2025, o quadrienal Mundial de Clubes FIFA passou a ser a principal competição de clubes da FIFA. A partir de 2017 até o início de 2021, a entidade tinha deixado de fazer menção sobre a condição de mundial do Torneio Internacional de Clubes Campeões de 1951, apesar da decisão de reconhecimento outorgado por seu Comitê Executivo não ter sido revogada. Com a entidade passando a tratar a competição, nesse período, como o "primeiro torneio intercontinental de clubes". Porém, a FIFA voltou a repostar, em janeiro de 2021, a matéria de 2016 (ano em que o antigo comitê se tornava Conselho da FIFA e projetava o novo mundial de clubes) onde a entidade empregou o termo mundial para designar a conquista palmeirense. Em seguida, ela divulgou uma matéria sobre os grandes times do Palmeiras ao longo do século XX, dando destaque para o Torneio Internacional de Clubes Campeões, onde é citado os três principais dirigentes da FIFA na época, incluindo o presidente Jules Rimet, no sonhado campeonato mundial realizado em 1951 e, também, repostou pela segunda vez a matéria de 2016 com o termo mundial. Um ano depois, em fevereiro de 2022, a FIFA voltou a tratar o Palmeiras como campeão mundial em 1951.

## História

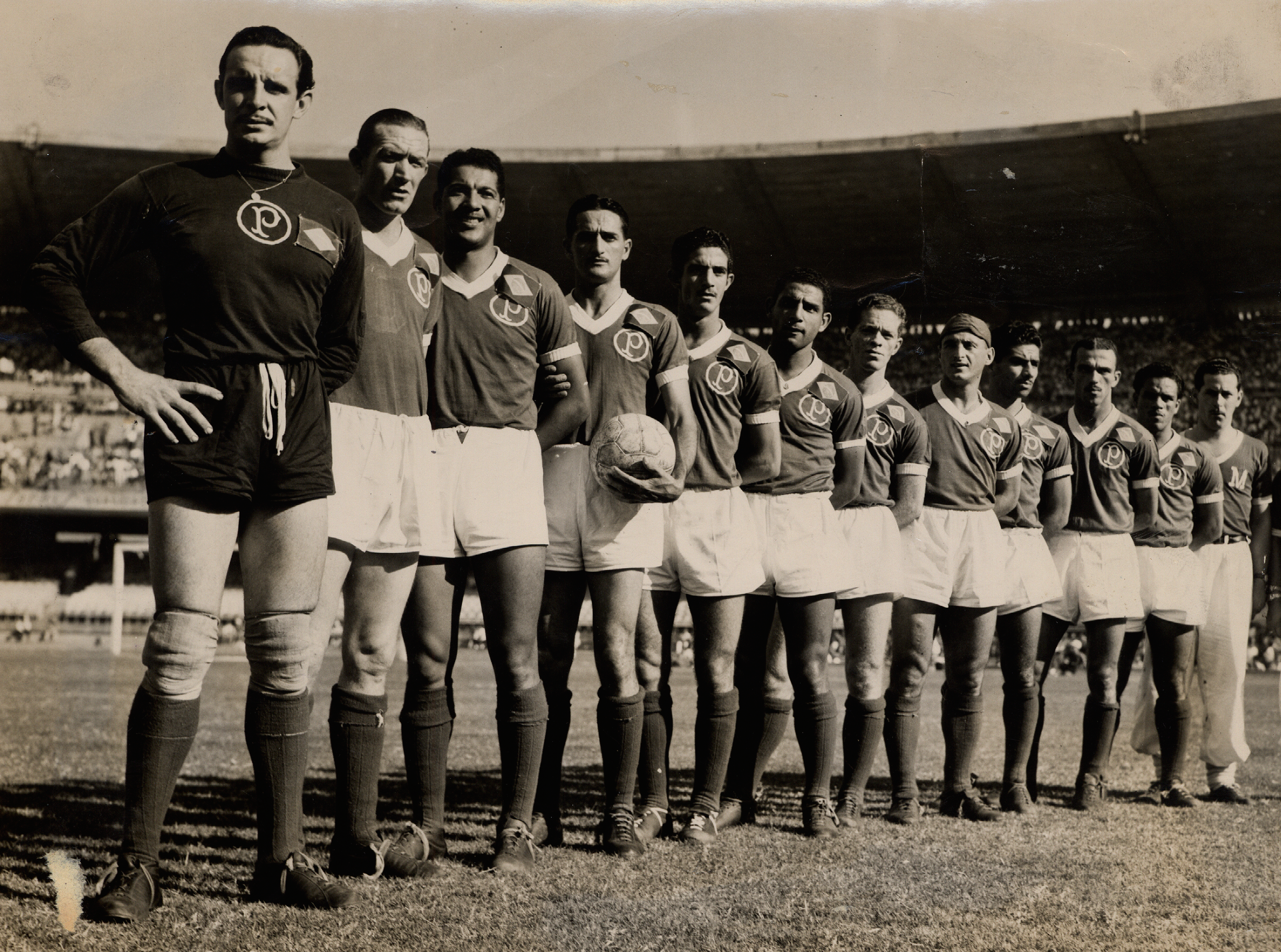
Equipe do Palmeiras perfilada antes da grande final contra a Juventus em 1951, no Estádio do Maracanã, em foto do Arquivo Nacional. No peito dos jogadores é possível ver bandeiras do Brasil costuradas ao lado do símbolo do Palmeiras.

A Copa Rio tem a sua importância em virtude de ser a primeira tentativa de organização de uma Copa do Mundo de Clubes de futebol que na prática teve alcance intercontinental, antes mesmo da Copa Intercontinental e da Copa do Mundo de Clubes da FIFA. Segundo a FIFA, a primeira tentativa de que se tem notícia de fazer um Mundial de Clubes foi o Troféu Sir Thomas Lipton, de 1909 e 1911, porém esta competição contou apenas com equipes europeias.
A ideia de que a própria FIFA deveria organizar um mundial de clubes data pelo menos do início da década de 1950, logo após o relançamento do futebol mundial com a Copa do Mundo de 1950. A Copa Rio Internacional foi originalmente idealizada, em julho de 1950, como uma "versão clubes" da Copa do Mundo de 1950, objetivando contar com os clubes campeões dos países participantes daquela Copa : o planejamento original da Copa Rio era contar com 16 clubes campeões, o mesmo número de participantes originalmente planejado para a Copa do Mundo de 1950, mas mediante as dificuldades para trazer quadros estrangeiros, reduziu-se para 8 o número de participantes: os campeões dos dois principais estados do Brasil (Rio de Janeiro e São Paulo), o campeão de Portugal (em função dos laços afetivos com o Brasil) e os campeões dos países mais bem colocados na Copa do Mundo de 1950 (Uruguai, Espanha, Inglaterra, Suécia, Itália; porém, os possíveis representantes espanhol e inglês declinaram o convite e foram substituídos por equipes de França e Áustria. Por último, a Suécia não foi convidada por causa de fatos ocorridos em viagens anteriores, sendo supostamente substituída pela Iugoslávia).[carece de fontes?]
A iniciativa brasileira levou jornalistas a questionarem, em Madrid, o presidente da FIFA Jules Rimet sobre o envolvimento da FIFA na Copa Rio Internacional, ao que ele respondeu que a competição não foi submetida à FIFA e que era de responsabilidade exclusiva da CBD. Segundo o livro 1952 , de Eduardo Coelho, Jules Rimet esclareceu posteriormente ao Jornal dos Sports brasileiro que a Copa Rio não precisava de autorização oficial da FIFA, por tratar-se uma competição entre clubes, não entre seleções, mas que ele pessoalmente aprovava o modelo da competição, e acreditava que a mesma teria grande sucesso.
A Copa Rio Internacional foi a primeira competição de clubes de que se tem notícia de abrangência intercontinental, incluindo clubes de mais de um continente, em sua primeira edição (1951) foi oficialmente chamada Torneio Internacional dos Clubes Campeões, e chamada de Torneio Mundial de Clubes e/ou Torneio Mundial dos Campeões por vários jornais brasileiros e europeus; por exemplo, em sua edição nº 306 (de 12 de junho de 1952, página 11), o jornal Última Hora afirma que "não se pode comparar a Copa Rio, que quer ser um verdadeiro Campeonato Mundial de Clubes campeões, com qualquer tournée"; segundo o artilheiro da competição Giampiero Boniperti, a Copa Rio foi entendida como Mundial de Clubes por ele e seus companheiros de Juventus; foi um "projeto impressionante" que teve uma recepção entusiástica dos executivos da FIFA, Jules Rimet e Stanley Rous em particular, de maneira que a competição foi criada "quase tendo o rótulo oficial" da FIFA; inspirou a criação da Copa dos Campeões da Europa e consequentemente da Copa Intercontinental; foi tratada como Mundial, Torneio dos Campeões e/ou Copa dos Campeões não só no Brasil, mas em vários países (sobretudo os países participantes da Copa do Mundo de 1950), como Itália, Espanha, Portugal, Áustria, Suíça, Iugoslávia, que teve representante na 1ª edição e cujo campeão Dynamo Zagreb tentou se inscrever na 2ª edição, México, cujo campeão Atlas pediu sua inclusão no torneio, e Uruguai, que candidatou-se a sediar a segunda edição do evento. O dirigente italiano Ottorino Barassi e a CBD foram os responsáveis mais diretos pela concretização do projeto, sendo que Barassi atuou no recrutamento de quadros europeus para vir ao Brasil somente em 1951, consultado em 1952 e 1953 (em 1953, para a Copa Rivadavia, Barassi foi incumbido de recrutar somente o representante italiano), nesses últimos anos, foi a CBD que viajou a Europa para recrutar os clubes. Enquanto Stanley Rous atuou na mesma função em  1951. Vale notar que a revista "O Globo Sportivo"(dirigida por Roberto Marinho e Mario Filho) confirma que Ottorino Barassi, Stanley Rous e Jules Rimet prestigiaram a ideia da Copa Rio, mas não confirma a versão (comumente citada) que Rimet nomeou Barassi para atuar na Copa Rio em nome da FIFA; na verdade, em abril de 1951 Rimet desmentiu que a Copa Rio tivesse sido submetida à FIFA e afirmou que era de responsabilidade exclusiva da CBD.
Segundo o jornal O Estado de S. Paulo de 22 de julho de 1950, foi Stanley Rous quem propôs à CBD em 1950 que a CBD realizasse um "torneio de campeões de todos os países filiados à FIFA", competição que em 1951 tomou forma na Copa Rio Internacional e contou com a participação do próprio Rous em sua organização (ainda que o "pai original" da idéia não tenha sido Rous: de acordo com o jornal italiano La Stampa de 21/07/1951, a ideia foi originalmente lançada durante a Copa do Mundo de 1950 pelo jornalista britânico Frank Thompson do jornal The Daily Mirror de Londres). Em 1952, novamente foi levantada a ideia de envolvimento da FIFA nas competições internacionais de clubes: comentando a dificuldade do Fluminense e da CBD (organizadores da Copa Rio Internacional de 1952) em trazer clubes europeus àquela competição, e justificando esta dificuldade na incompatibilidade entre os calendários das competições de clubes dos diferentes países, o jornal O Estado de S. Paulo (página 11, 26 de junho de 1952) sugeriu que deveria haver o envolvimento da FIFA na programação das competições internacionais de clubes, afirmando que "o ideal, portanto, seria que os torneios internacionais, aqui ou no exterior, fossem disputados em épocas fixadas pela FIFA, ouvidas as federações vinculadas."
A edição de 1951 da Copa Rio chegou a ser, por um breve período (março/abril de 2007), reconhecida pela FIFA como sendo uma Copa do Mundo de Clubes, e algumas fontes alegam que apenas a edição de 1951 da Copa Rio teve cunho de Mundial de Clubes. A edição de 1952 também chegou a receber menção como troféu mundial pela imprensa da época, porém bem menos que a edição de 1951. Em 1951, de 12 jornais brasileiros pesquisados, todos trataram a competição como Mundial de Clubes; já em 1952, foram três jornais que a trataram como Mundial, o jornal Última Hora, o jornal Diário de Belo Horizonte (que estampou como manchete principal "Fluminense campeão do mundo")) e o Jornal dos Sports. Além das diferenças nos países/clubes representados e no tratamento da imprensa quanto a  ser ou não Mundial de Clubes, outra diferença entre as edições de 1951 e 1952 da Copa Rio foi quanto ao tratamento enquanto Torneio de Campeões. No início da competição de 1951, o jornal O Estado de S. Paulo (de 24 de junho de 1951) sugeriu que o nome oficial da competição (Torneio Mundial dos Campeões) fosse mudado, dizendo que pela lista de participantes estrangeiros, o torneio não merecia ser chamado nem de Mundial nem de Campeões, após criticar também o nível técnico da Copa do Mundo de 1950 e os seus participantes. Neste mesmo mês, a CBD declarou que as edições seguintes do torneio (depois da edição de 1951) não seriam chamadas oficialmente de Torneio de Campeões mas só de Copa Rio. A conquista do Fluminense em 1952 foi tratada apenas como Copa Rio pela imprensa, exceto pelo jornal A Última Hora, que a tratou como título Mundial e dos Campeões. A competição de 1953 sucessora da Copa Rio Internacional, a Copa Rivadavia, também da CBD, foi também tratada como Campeonato Mundial de Clubes, ao menos perante o participante escocês Hibernian, alegando que ela era rotulada dessa forma pela CBD, sendo que, por razões até agora desconhecidas, este clube tinha anteriormente recusado o convite para participar da Copa Rio em 1951 e 1952, ocasiões em que foi substituído pelo Austria Viena. Contudo a imprensa portuguesa, por exemplo, em 1953, citou apenas a "característica euro-sul-americana" da Copa Rivadavia.
Em janeiro de 1951, o jornal "O Globo Sportivo" destacou a notícia de que o presidente da FIFA, Jules Rimet, concedia o apoio da entidade presidida por ele ao torneio que a CBD almejava realizar no Rio de Janeiro. Com isso, nomeou oficialmente Ottorino Barassi (posteriormente, um dos fundadores da UEFA e um dos idealizadores da Liga dos Campeões) para o comitê organizador daquela disputa, Barassi que anteriormente também tinha participado da organização das Copas de 1934 e 1950, e que no período da Segunda Guerra Mundial escondeu a taça Jules Rimet. A citada matéria foi assinada pelo jornalista francês Albert Laurence, que à época era integrante do L'Équipe e France Football. Albert Lawrence cobriu o evento, segundo o jornal catalão El Mundo Deportivo.
O jornal catalão Mundo Deportivo sustenta a versão de que Ottorino Barassi atuava como secretário da FIFA em 1951. No dia 31 de dezembro de 1950, foi noticiado que Barassi e Stanley Rous (Inglaterra) atuarão em conjunto como secretários da FIFA a partir de 1 de fevereiro de 1951, devido a renúncia de Ivo Schricker. No dia 8 de junho de 1951, o jornal catalão confirma a presença de ambos no Comitê Organizador do "torneio brasileiro de campeões" ou "torneio de campeões de futebol" que receberá a Copa Rio. O jornal também cita Manuel Caballedón da Asociación Uruguaya de Fútbol (AUF) na organização sem citar a CBD e seu presidente, sendo que no período, o presidente da AUF era o César Batlle Pacheco.
De acordo com o Jornal do Brasil do dia 20 de janeiro de 1951, Barassi e Stanley Rous (secretários da FIFA) estavam vindo ao Brasil para discutir com a CBD sobre o Campeonato Mundial de Futebol, sobre a possibilidade de realizá-lo em junho e julho de 1951.
O entusiasmo criado em torno da competição era latente, tanto que a Associação Uruguaia de Futebol suspendeu o campeonato nacional durante o período de um mês entre o final de junho e julho para que o Nacional disputasse a competição. Essa informação está presente em uma ata do dia 15 de junho de 1951, assinada por dirigentes de todos os clubes da primeira divisão do futebol uruguaio. Fato idêntico ocorreu em São Paulo e no Rio, onde os campeonatos paulista e carioca foram igualmente paralisados.
A FIFA deu aval à organização do torneio e indicou como representante seu secretário-geral, Ottorino Barassi. A entidade máxima do futebol indicou os árbitros e a final contou com a presença do Ottorino Barassi para efetuar a entrega da taça ao vencedor. A imprensa dos países envolvidos na competição noticiou o torneio além de enviarem correspondentes ao Brasil. Em 6 de janeiro de 1951, Barassi (Secretário-geral da FIFA e presidente da Federação Italiana de Futebol) era aguardado para tratar sobre a realização do Primeiro Mundial de Clubes.
Segundo a edição de 5 de abril de 1951 do jornal espanhol El Mundo Deportivo, o presidente da FIFA Jules Rimet declarou que a Copa Rio não foi submetida à FIFA; segundo a edição da mesma data do Jornal do Brasil, Jules Rimet afirmou que a Copa Rio era competência exclusiva da CBD e segundo a edição de 12 de abril de 1951 do mesmo jornal, Ottorino Barassi afirmou que "atribuíra ao Jules Rimet a declaração de que estava comprometida a realização daquela importante prova", e que "A Copa Rio era um fato na data prevista, não sendo de competência da FIFA, e não tinha nem sequer sido tratada nas reuniões daquele organismo", citando em seguida os valores em dinheiro oferecidos aos clubes concorrentes do torneio.
Segundo o jornal italiano La Stampa de 21 de julho de 1951, a ideia do Torneio dos Campeões, surgiu durante a Copa do Mundo de 1950, a ideia foi lançada pelo jornalista britânico Frank Thompson, do jornal The Daily Mirror de Londres. Cada país seria representado a partir de uma forte disputa nacional, ou seja, representado por sua melhor equipe do campeonato nacional de cada país. Na edição de 15 de julho de 1950 do mesmo jornal, ou seja, um dia antes de acontecer o Maracanaço, noticiou-se que Ottorino Barassi foi ao Brasil propor a realização de um torneio entre os campeões de Itália, Inglaterra, Argentina e Brasil, seguindo o modelo do Campeonato Sul-Americano de Campeões, questionando o jornal italiano que o modelo seria semelhante ao da Copa Latina.
Em 1975, o jornal La Stampa, em matéria sobre a Juventus,  que viria ao Brasil, destacou a nostalgia do Torneio dos Campeões, que segundo o jornal, inspirou os franceses a criarem a Liga dos Campeões da qual se derivou a Copa Intercontinental.
A Copa Rio foi um "projeto impressionante" e que teve uma recepção entusiástica dos executivos da FIFA, Jules Rimet e Stanley Rous em particular. Assim, o "Torneio dos Campeões" foi criado "quase tendo o rótulo oficial" (ou seja, quase tendo o rótulo oficial da FIFA), segundo evidenciou o jornal italiano Corriere dello Sport na véspera do evento, informando também o jornal que o dirigente italiano Ottorino Barassi e a CBD foram os responsáveis diretos pela concretização do projeto.
A mesma matéria confirma que a ideia original era fazer a competição com 16 times, conforme exposto por Fernando Galuppo em seu livro. Além dos países citados pelas demais fontes (Inglaterra, Iugoslávia, Áustria, Espanha, França, Itália, Uruguai, Portugal, Suécia), a matéria informa que o campeão escocês também foi convidado à competição.
O Jornal do Brasil de 30 de junho de 1951 atribuiu ao jornalista Mário Filho a sugestão para a criação da Copa Rio (que o jornal chamou de Torneio Internacional dos Campeões), dizendo que Mário Filho fez esta sugestão à CBD, devido "ao sucesso da Copa do Mundo de 1950 e que foi formidável, apesar da final de pouca sorte que tiveram os brasileiros". Isso permitiu a ideia e o feito concreto da Copa Rio.
Segundo o jornal O Estado de S. Paulo de 22 de julho de 1950, a ideia da competição foi proposta à CBD por Stanley Rous, então secretário da Associação de Futebol da Inglaterra, secretário-geral da FIFA ao lado de Barassi em 1951. Em 1961, Rous autorizou a International Soccer League. Em 1967 e 1970, já como presidente da FIFA, Rous propôs a criação da Copa do Mundo de Clubes da FIFA.
Resumo da cobertura do jornal O Estado de S. Paulo à organização da Copa Rio de 1951:  A  edição de 22 de julho de 1950, em sua página 9, traz declarações do presidente do Conselho Técnico de Futebol da CBD (Sr. Castelo Branco), de que o torneio de campeões seria o "torneio de campeões de todos os países filiados à FIFA", e que Stanley Rous foi o pai da ideia. Também adicionou que a CBD teria que fazer um campeonato de clubes para indicar um representante brasileiro no certame, sendo que esse campeonato ocorreria ao final de 1950, que os outros países escolheriam seus campeões na mesma época, que o assunto é por demais complexo e precisa ser estudado.
Em sua edição de 13 de agosto de 1950, o jornal noticiou que Ottorino Barassi acreditava na realização do Torneio Mundial de Campeões no Brasil, planejado para 1951, acrescentando que tudo dependeria das conveniências dos países concorrentes, cujos certames terminam em épocas diferentes, de modo que a organização do evento seria um tanto difícil, porém os dirigentes da FIFA e da CBD esperavam contornar essas dificuldades, sendo que nessa matéria o jornal paulista ressaltava a posição de Barassi como vice-presidente da FIFA.

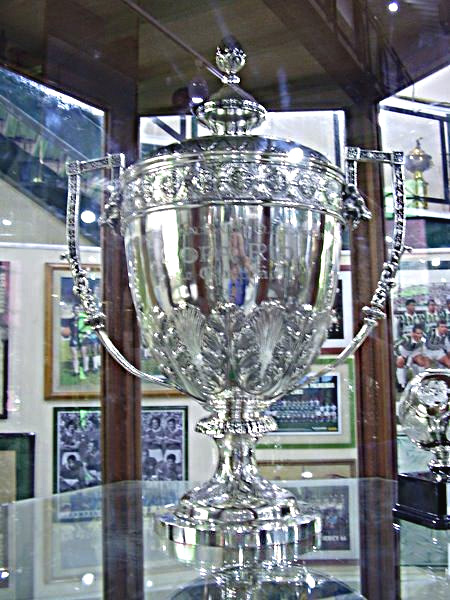
Taça Rio em exposição, ano 2009. Oferecida na época da conquista pela prefeitura da capital do Brasil, adquirida na casa Mappin & Webb - Rio de Janeiro, na Rua do Ouvidor tinha a joalheria britânica, considerada na época como o "lugar do novo, onde todas as inovações chegavam primeiro".

A edição de 18 de agosto de 1950 trouxe as declarações de Barassi no dia de seu embarque de volta à Itália, incluindo declarações sobre o Torneio Mundial de Campeões: segundo ele, o torneio deverá ser realizado em junho de 1951, e contaria com 8 representantes (4 europeus e 4 sul-americanos), porém ele frisou que o número de participantes poderia aumentar conforme o interesse no Torneio aumentasse; e sendo que, ao chegar à Itália, ele entraria em contato com entidades europeias, para convencê-las  a participar do Torneio, e escreveria um relatório com as bases do Torneio. A mesma matéria informa que o Campeonato Mundial de Campeões seria um torneio bianual, realizado nos anos ímpares, enquanto nos anos pares seria realizado o Campeonato Brasileiro de Clubes Campeões (com os clubes brasileiros campeões estaduais). O troféu teria o nome de "Rio de Janeiro".
A edição de 12 de outubro de 1950 dá conta de declaração de Ottorino Barassi de que ele conseguiu várias adesões à ideia do Torneio Mundial de Campeões, entre elas, a adesão de Stanley Rous. A matéria de 29 de novembro de 1950 cobriu a reunião entre a Diretoria da CBD e seu Conselho Técnico, reunião que tratou do planejamento do Torneio Mundial de Campeões:

A reunião determinou que o número de participantes seria 8, e ficou determinado que o critério de escolha dos países convidados seria a ordem de colocação dos países na última Copa do Mundo (1950), de modo que seriam convidados, a princípio, os campeões de Uruguai, Brasil (2 campeões: Rio de Janeiro e São Paulo), Suécia, Espanha, Inglaterra, Itália e Portugal; e caso algum deles desistisse, seriam convidados clubes dos países que se seguissem na classificação da Copa do Mundo de 1950.
Observa-se que a inclusão de Portugal é uma exceção ao critério de escolha delineado na matéria de 29 de novembro de 1950 do jornal O Estado de S. Paulo, pois Portugal não participou da Copa do Mundo de 1950 (Portugal foi convidado à Copa do Mundo de 1950 para substituir outras seleções, mas acabou recusando devido ao custo da viagem até o Brasil, o que levou também outras seleções a recusarem o convite à Copa do Mundo de 1950.
Na edição do jornal O Estado de S. Paulo de 1 de abril de 1951, saiu a noticia que o Tottenham (Inglaterra) tinha cancelado uma excursão programada na Argentina alegando ter problemas financeiros, provavelmente esse também teria sido o motivo da negativa do clube em disputar a Copa Rio no Brasil). A edição de 7 de janeiro de 1951 confirma a vinda Ottorino Barassi ao Brasil, ainda em janeiro, para tratar da organização do certame, referindo-se a ele como delegado da FIFA. No dia 11 de janeiro de 1951, saiu a notícia que o Conselho Técnico da CBD discutia sobre a "Taça Rio", ou melhor, o Torneio Mundial de Campeões, que a CBD teria que patrocinar, pois de acordo com Ottorino Barassi, a organização e regulamentação da competição dependeriam da CBD.
A edição de 11 de janeiro de 1951 informa sobre reunião na CBD tratando do "Campeonato Mundial de Campeões". Nesta reunião mostrou-se uma resposta de Ottorino Barassi de que toda a responsabilidade pela organização e regulamentação do certame seria da CBD. Nesta reunião, o presidente do Conselho Técnico de Futebol de CBD (Sr. Castelo Branco) propôs que os campeões e vices estaduais de Rio de Janeiro e São Paulo disputariam uma "melhor de três" para indicar o representante brasileiro no certame, mas sua proposta não foi bem recebida e as Federações de Futebol Paulista e Carioca seriam consultadas. A mesma matéria cita a realização de um "torneio início" com clubes de Rio de Janeiro, São Paulo, Minas Gerais e Rio Grande do Sul, porém sem mencionar se tal torneio seria classificatório à Copa Rio.
A edição de 3 de fevereiro de 1951 chamou a competição de Torneio Mundial dos Campeões, e noticiou que, após reunião com Ottorino Barassi, a CBD delineou o formato do certame, com os campeões de Rio de Janeiro e São Paulo e mais seis concorrentes estrangeiros, citando que poderiam ser clubes representantes da Suécia, Inglaterra, Espanha, Itália, Portugal e Uruguai. A edição de 13 de fevereiro de 1951 dá conta de que Ottorino Barassi foi à Argentina para, entre outras coisas, tentar por fim à hostilidade entre CBD e AFA e viabilizar a participação do bicampeão argentino Racing Avellaneda na Copa Rio de 1951.
A  edição de 1º de maio de 1951 confirma a vinda do Sporting de Portugal ao certame.
A matéria de 12 de maio de 1951 deu conta de que a CBD esperava ainda a inscrição de representantes espanhol e inglês e que a Associação de Futebol da Índia havia solicitado a inscrição de um representante. A matéria de 18 de maio de 1951 dá conta de que a CBD estabeleceria comissões para a Copa Rio, nos mesmos moldes das comissões estabelecidas para a Copa do Mundo de 1950 (ainda que as comissões para a Copa Rio teriam escala reduzida em relação às estabelecidas em 1950), e dá conta de que o Atlético de Madrid e o Milan seriam também convidados ao torneio: a edição de 18 de maio de 1951 dá conta de que a Federação Italiana de Futebol estabeleceu que o Campeão Italiano daquele ano (fosse quem fosse) seria convidado ao Torneio dos Campeões, sendo que a matéria indica que provavelmente o Milan seria o campeão.
A  edição de  1 de junho de 1951 informa que a CBD entregou aos próprios cronistas esportivos a tarefa de eleger a Comissão de Imprensa para o Torneio de Campeões, informando (na matéria acima desta na página do jornal) que a CBD não permitiria a disputa de jogos internacionais durante o Torneio dos Campeões.
A matéria de 9 de junho de 1951 dá conta da dificuldade na realização do certame, haja vista a dificuldade de se compatibilizar a disponibilidade de datas de participantes de países tão diferentes, citando declaração de Mario Polo (vice-presidente da CBD) de que no futuro a competição deixaria de se chamar de Torneio de Campeões pelo fato de a CBD não ter conseguido seu objetivo de contar apenas com as equipes campeãs mais recentes em seus países (ou seja, as equipes campeãs do último certame organizado em seus respectivos países). Observação: provavelmente por isso foram diferentes os nomes escritos nos troféus entregues aos campeões das Copas Rio de 1951 e 1952. O troféu de 1951 trazia a inscrição "Torneio Internacional de Clubes Campeões - Copa Rio", enquanto o troféu de 1952 trazia apenas a inscrição "Copa Rio". A matéria de 10 de junho de 1951 afirma que a equipe francesa do Nice participou em substituição ao Barcelona.
A matéria de 13 de junho de 1951 dá conta de que a Juventus participou no lugar do campeão italiano Milan. Segundo a matéria de 16 de junho de 1951, o clube Atlas, do México, solicitou inscrição no torneio, o que foi recusado pela CBD, com o argumento de que o quadro de participantes já estava completo. A edição de 20 de junho de 1951 informa da autorização da Associação Uruguaia de Futebol à participação do Nacional de Montevidéu no certame, sendo que este clube pagará a cada clube "pequeno" de Montevidéu a quantia de 2 mil pesos por cada partida que disputar no Torneio de Campeões, por eventuais prejuízos que estes clubes poderiam vir a sofrer com a paralisação do Campeonato Uruguaio para permitir a ida do Nacional ao Torneio de Campeões. A matéria informa que durante esta paralisação do Campeonato Uruguaio, seriam realizados jogos em Montevidéu entre Peñarol, um combinado de clubes "pequenos" locais, e os clubes brasileiros Bangu, Fluminense, America-RJ e Corinthians. A mesma edição informa que o Campeonato Estadual do Rio de Janeiro só seria iniciado após o fim do Torneio dos Campeões (em SP, o Campeonato Estadual foi paralisado em função do certame internacional).
A matéria de 30 de junho informa sobre o início do certame, informado que este seria realizado pela CBD de 2 em 2 ou de 4 em 4 anos. A matéria informa que a Taça é de posse definitiva, instituindo-se uma Taça diferente para cada disputa. A mesma matéria informa que o regulamento da competição estabelece que apenas os clubes campeões mais recentes em seus países, do último campeonato realizado em cada respectivo país, poderiam participar do certame, informando que o regulamento não seria seguido à risca porque a competição teria 3 clubes que não eram os campeões mais recentes de seus países: a Juventus, campeã italiana da temporada 1949/1950, foi a terceira colocada na Itália (que veio como substituta do Milan); o Estrela Vermelha, que ocupava a terceira colocação no Campeonato da Iugoslávia quando do início da Copa Rio (a matéria ressaltando os seis jogadores do clube que formaram a seleção iugoslava na Copa de 1950, e ressaltando a ótima qualidade daquela seleção, sendo que o Estrela Vermelha, anteriormente campeão da Copa da Iugoslávia de 1950 em 31 de dezembro de 1950,) foi o primeiro clube indicado pela Federação Iugoslava de Futebol); e o Austria Viena, campeão austríaco da temporada 1949/1950, que acabou sendo o terceiro colocado na Áustria na temporada 1950-1951, sendo que o Rapid Viena, campeão austríaco da temporada 1950-1951, não foi convidado à Copa Rio por causa de fatos ocorridos em viagens anteriores, sendo que ele e o vice-campeão austríaco da temporada 1950-1951 (Wacker) jogaram a Mitropa Cup em datas coincidentes com as da Copa Rio.
Em sua edição de 24 de junho de 1951, anterior ao início do certame, o mesmo jornal criticou o torneio, em matéria intitulada "Nem Mundial, Nem dos Campeões" depois de criticar a Copa do Mundo de 1950 no Brasil: "do ponto de vista esportivo-social bem como o financeiro dificilmente poderia ter maior êxito alcançado... 'tecnicamente deixou muito a desejar dado os limites dos concorrentes" (o "Não vai ter Copa" da época) - e começou a criticar a disputa de clubes no país - "talvez haja êxito econômico, apesar dos pesares. Mas, com ele ou sem ele, é aconselhável, além de honesto, que se mude a denominação do certame, mesmo porque, pelo simples exame da relação dos concorrentes, verifica-se que ele não é dos Campeões e muito menos Mundial..." Nesta matéria, o jornal também criticou o fato de que Palmeiras e Vasco participaram como campeões estaduais de São Paulo e Rio de Janeiro ao invés de ter sido feito um campeonato nacional de clubes campeões estaduais de maneira a indicar um único representante nacional no certame.
A matéria de 29 de junho de 1951, comentando o início da competição no dia seguinte, escreveu que um "torneio que a princípio deliberou-se chamar de Campeões do Mundo, ficou reduzido a um certame que tem muito pouco de campeões... 'a França, a Áustria e Portugal não vieram para a Copa do Mundo" sendo desconhecida dos torcedores a qualidade do seu futebol e que era preciso aguardar as primeiras rodadas para observar o nível técnico dos participantes. Esta mesma matéria ressaltou que a Iugoslávia foi um dos adversários mais difíceis do Brasil na Copa do Mundo de 1950, e que o Estrela Vermelha possuía 7 jogadores da seleção iugoslava que disputou aquela Copa, sendo 6 destes titulares e 1 reserva da seleção do país.
A edição de 24 de julho, comentando a final da competição, dá conta de que o público foi de cerca de 90 mil pessoas, e que foi enorme a quantidade de paulistas que foram para o Rio de Janeiro ver a final, e que lotaram toda a rede hoteleira da cidade e toda a disponibilidade de passagens aéreas, e que a recepção do público paulista à volta do Palmeiras à sua cidade seria a recepção mais festiva até então já prestada a esportistas brasileiros. Em sua edição de 26 de julho de 1951, após o fim do certame, O Estado de S. Paulo escreveu: Desse modo, na semana passada, os acontecimentos de maior relevo foram, ainda, os jogos pela "Taça Rio", principalmente o último, é claro, em que se evidenciou a possibilidade de o quadro campeão paulista obter o título de campeão mundial.
A edição de  25 de julho de 1951 informa sobre as homenagens ao Palmeiras após seu título. Informa sobre a multidão que acolheu a delegação do clube em seu retorno a São Paulo na Estação Roosevelt. A matéria diz que os festejos (fogos de artifício, cortejos, etc.) tomaram proporções gigantescas ao desembarque dos campeões e prolongaram-se por todo o trajeto do cortejo até a cidade, sendo que milhares de pessoas estavam agrupadas em todas as vias públicas por onde se presumia a passagem dos campeões. A matéria diz que o Palmeiras "impediu a reprodução do lamentável revés verificado no Maracanã por ocasião do jogo decisivo do Campeonato Mundial de Futebol" de 1950. A matéria também informa que no dia anterior os círculos esportivos do Rio de Janeiro se dedicaram a enaltecer a conquista do Palmeiras, com declarações de homenagem feitas por Ottorino Barassi e Mario Polo, este último dizendo que a sigla do clube , SEP (Sociedade Esportiva Palmeiras), poderia significar "Sabem Engrandecer a Pátria". A matéria informa que o Palmeiras também emitiu nota de agradecimento ao público e à imprensa do Rio de Janeiro pelo apoio prestado.
A Copa Rio foi organizada pela CBD, a Confederação Brasileira de Desportos. Apenas a partir da temporada 1955-1956 a UEFA passou a organizar as competições europeias de clubes e a definir o campeão europeu de clubes (com a criação da Copa dos Campeões da Europa) - com autorização da FIFA para que a UEFA assumisse esse papel na Europa. Apenas a partir de 1960 a CONMEBOL passou a organizar as competições sul-americanas de clubes e a definir o campeão sul-americano de clubes (com a criação da Copa Libertadores) - com autorização da FIFA para que a CONMEBOL assumisse esse papel na América do Sul, pois por uma questão de igualdade de direitos das confederações filiadas à FIFA perante a mesma, os poderes que a FIFA concede à UEFA na Europa são os mesmos que a FIFA concede à CONMEBOL na América do Sul. E apenas a partir de 1960 estas duas entidades (UEFA e CONMEBOL) passaram a organizar as competições intercontinentais europeias-sul-americanas (com a criação da Copa Intercontinental e da Recopa Intercontinental)- neste último caso, porém, sem a autorização da FIFA. No período anterior a 1960, a responsabilidade pela organização das competições intercontinentais de clubes recaía sobre as entidades nacionais, clubes de futebol e até de empresários. Pelo menos em 1951, como evidenciado nos jornais da época, a responsabilidade naquela oportunidade foi atribuída a CBD pelo então presidente da FIFA Jules Rimet.
A regularização de competições de abrangência mundial, envolvendo clubes e organizadas diretamente pela FIFA, só foi possível em 2005, quando a FIFA substituiu a Copa Intercontinental pela Copa do Mundo de Clubes da FIFA (pela segunda edição da competição, pois a primeira edição foi realizada em 2000).
Como foi organizada pela CBD, na Copa Rio as equipes estrangeiras convidadas não eram obrigadas a participar da competição, tendo assim a competição observado em 1951 a negativa de Barcelona, Atlético de Madrid, Tottenham e Milan em participar. Na década de 1970, a Copa Intercontinental também observou negativas e desistências de clubes europeus em 7 entre os 10 anos da década. Apenas a partir da década de 1980, o duelo intercontinental Europa versus  América do Sul (na forma da Copa Toyota) deixou de observar desistências e negativas de clubes europeus, pois passou a haver a obrigatoriedade de participação dos mesmos: a partir do surgimento da Copa Toyota nos anos 1980, a UEFA passou a obrigar os clubes europeus a assinarem um contrato, antes de entrarem na Copa dos Campeões da Europa, segundo o qual eles seriam obrigados a disputar a Toyota Cup (mesmo se não quisessem) ao vencerem a Copa dos Campeões da Europa, e caso não disputassem a Copa Toyota, sofreriam sanções pesadas por quebra de contrato. Esses fatos inclusive pesaram na decisão do Barcelona de disputar a Copa Toyota de 1992 (o clube chegou a cogitar não disputar a competição naquele ano).

## A competição
Com o intuito de não esfriar a paixão dos torcedores brasileiros pelo futebol, após a perda do título mundial para o Uruguai na Copa do Mundo de 1950, a Confederação Brasileira de Desportos (atual Confederação Brasileira de Futebol) organizou em 1951 o Torneio Internacional de Clubes Campeões (mesmo nome escrito no troféu), que depois ficou conhecida como a Copa Rio ou "Taça Rio". A competição reunia os principais campeões nacionais da Europa e da América do Sul. Os italianos do Milan, campeão italiano de 1950/1951, optaram em participar da contemporânea Copa Latina, que na edição de 1951 sediou-se na Itália - prenunciando assim a tendência europeia a valorizar competições nacionais ou da Europa mais do que as competições internacionais de clubes, tendência que também  se mostraria posteriormente quando a Copa Intercontinental e a Copa do Mundo de Clubes da FIFA foram criadas e receberam dos europeus menor importância que eles atribuem à Copa dos Campeões da Europa (os ingleses não participaram do projetado "Torneio dos Clubes Campeões" de 1951 e da edição inaugural da "Copa dos Clubes Campeões" Europeus, mas depois se tornou uma obsessão). No entanto, o Milan com férias agendadas de vários jogadores estrangeiros importantes por força de contrato, disputou a Copa Latina querendo que a Inter fosse no seu lugar.
Com a recusa do Milan, a Juventus (campeã italiana anteriormente em 1949/1950)  assumiu automaticamente a vaga. Em junho de 1951, Ottorino Barassi informou à CBD que o elenco do Milan era formado por vários jogadores estrangeiros, e por força de contrato, eram obrigados a terem férias após o termino do certame nacional italiano, e o Milan não quis participar da Copa Rio com sua equipe desfalcada, e assim a Juventus aceitou substituí-lo (com a sua equipe principal) na Copa Rio, segundo Barassi. De acordo com o jornal italiano La Stampa de 14 de junho de 1951, o desgaste físico e as férias programadas(durante a Copa Rio) foram o motivo da desistência do Milan, que tinha como destaque jogadores estrangeiros, na época o trio sueco "Gre-No-Li". Os franceses do Nice fizeram o inverso ao feito pelo Milan, escolheram a Copa Rio deixando a vaga na Copa Latina para o Lille, vice-campeão francês.
Originalmente, a CBD não planejava aceitar equipes de França e Argentina, dado o ressentimento por estes países não terem participado da Copa do Mundo de 1950 realizada no Brasil, mas a equipe campeã francesa acabou sendo admitida à competição após o insucesso da CBD em trazer uma equipe espanhola à competição. Os portugueses do Sporting fizeram um "tour de force" de verdade, não querendo perder nem a Copa Rio, nem a Copa Latina, e participaram de ambas as competições. Outro participante estrangeiro de relevância foi o Estrela Vermelha (da Sérvia, à época Iugoslávia), uma das equipes mais tradicionais da Europa, até hoje uma das duas únicas equipes da Europa Oriental a ter vencido a Liga dos Campeões da Europa.
Equipes britânicas (Tottenham, campeão da Liga Inglesa, Newcastle, campeão da Copa da Inglaterra, e Hibernian, campeão escocês) foram convidadas, mas não participaram. O campeão inglês Tottenham que tinha cancelado uma turnê na Argentina alegando problemas financeiros foi encorajado pelo secretário da The Football Association (The FA), Stanley Rous, a participar do "projetado Torneio dos Clubes Campeões", que era de responsabilidade da CBD, segundo Jules Rimet. Já na primeira edição da Taça dos Clubes Campeões Europeus de 1955–56, o Chelsea Football Club foi convidado, mas em 5 de julho de 1955 desiste, forçado pela English Football League para priorizar o campeonato inglês. Considerada pelo clube como uma das "decisões mais fatídicas da sua história." Anos mais tarde, algo semelhante não voltaria a acontecer, quando o clube conquistava a primeira Copa do Mundo para clubes, o inaugural Mundial de Clubes FIFA em 2025.
O Austria Viena, campeão austríaco em 1949-1950, acabou sendo o terceiro colocado da Áustria na temporada 1950-51, sendo que os dois primeiros colocados (Rapid Wien e Wacker) participaram, no período de 3 a 5 de julho de 1951 (ou seja, em datas coincidentes com a Copa Rio) da Zentropa Cup, tentativa em 1951 de relançamento da tradicional Mitropa Cup, sendo que o Rapid Viena (campeão austríaco da temporada 1950-1951), não foi convidado à Copa Rio por causa de fatos ocorridos em viagens anteriores O Malmö, campeão sueco de 1950-1951, também não foi convidado à Copa Rio por causa de fatos ocorridos em viagens anteriores. Na Copa Mitropa/Zentropa, a Juventus foi substituída pela Lazio por causa da sua participação no "grandioso evento brasileiro", segundo o La Stampa de 13 de junho de 1951.
Em maio de 1951, Barassi (tratado nesta matéria de jornal como representante da FIFA) informou à CBD que era garantida a participação do campeão português, do italiano e do iugoslavo. Quanto ao campeão espanhol, o Atlético de Madrid, sua participação dependeria do campeonato local. Sobre o campeão inglês, o Tottenham, Stanley Rous tentava assegurá-lo no torneio, o que se tornou improvável e acabou não ocorrendo. Ainda de acordo com Barassi, o campeão da Índia (Ásia) queria sua participação; entretanto, como esse país não compareceu ao Mundial de 1950, sua participação na Copa Rio automaticamente ficou fora de cogitação. Assim como o Milan, o Atlético de Madrid acabaria disputando a Copa Latina daquele ano. Da Espanha, além do Atlético de Madrid, também se cogitou a participação do Barcelona ou do Sevilha.
Findas as gestões pela vinda dos clubes estrangeiros, a lista final de participantes incluiu o Olympique de Nice (da França), Estrela Vermelha (da então Iugoslávia, atualmente Sérvia), Juventus (da Itália), Nacional (do Uruguai), Austria Viena (da Áustria), Sporting CP (de Portugal), Vasco da Gama e Palmeiras (do Brasil), que lutariam então pelo título. A maior parte da imprensa esportiva brasileira apontava o Vasco da Gama como o grande favorito para conquistar a competição. Inclusive, o time vascaíno chegou a desprogramar compromissos no exterior, dando férias a seus atletas, para poder priorizar a Copa Rio, de acordo com o jornal catalão El Mundo Deportivo de março de 1951. O Palmeiras também deu prioridade máxima ao torneio, tendo feito cerca de um mês de concentração no Parque Antártica para o mesmo. Por sua vez, a imprensa francesa considerou a Juventus como favorita durante a disputa da competição:

A Juventus na minha opinião é superior ao Palmeiras e por isso deve ser considerada a favorita do grupo paulista.— Alex Djukitch, no France Football.
A CBD, organizou a competição, que contou com árbitros estrangeiros. O objetivo era fazer uma competição internacional de clubes tão forte tecnicamente quanto possível.  Dos 3 países líderes no futebol sul-americano de clubes (Brasil, Uruguai e Argentina), apenas a Argentina não foi convidada para a edição de 1951 da Copa Rio, por causa das relações estremecidas entre CBD e AFA à época. Mesmo com relações ainda estremecidas, o campeão argentino Racing foi convidado a participar da edição de 1952 da competição. Entretanto, a AFA vetou a participação do clube no torneio. Dos 3 países líderes no futebol europeu de clubes (Espanha, Itália e Inglaterra), os 3 foram convidados a enviar representantes a ambas as edições da competição.
Segundo Fernando Galuppo, em seu livro Palmeiras Campeão do Mundo 1951, os representantes espanhol e inglês seriam o Barcelona e o Tottenham, que declinaram os convites para participar e foram substituídos respectivamente por Nice (França) e Austria Viena (Áustria). Segundo o mesmo livro, as conversações entre CBD e FIFA para a realização da competição mundial de clubes começaram já em 19 de junho de 1950, numa reunião entre CBD e FIFA sobre a Copa do Mundo de 1950. Segundo este livro, o plano original da CBD era fazer uma competição com 16 clubes, dos quais apenas um seria brasileiro, e este sairia de uma competição nacional a ser realizada entre os campeões estaduais de Rio de Janeiro, São Paulo, Minas Gerais, Rio Grande do Sul, Bahia e Paraná, porém esta ideia foi abandonada por falta de datas disponíveis para a realização deste torneio nacional, optando-se pelo modelo com duas equipes brasileiras, uma campeã do Rio de Janeiro e outra campeã de São Paulo.
Dadas as dificuldades da época, sobretudo falta de datas e a  dificuldade da viagem da Europa ao Brasil, o modelo com 16 equipes acabou sendo substituído pelo modelo com 8 equipes. O mesmo livro confirma o apoio incondicional de Jules Rimet à competição, e sustenta que 3 dirigentes da FIFA atuaram na organização do certame: Ottorino Barassi, Stanley Rous e Ivo Schricker. Não foi possível à Copa Rio contar com representantes de Hungria e Tchecoslováquia, duas das escolas de futebol mais fortes na primeira metade do século XX, porque a União Soviética exilou a si própria e a seus países subjugados (como Hungria e Tchecoslováquia) do futebol internacional na época, não tendo nenhum país do bloco pro-soviético participado da Copa do Mundo de 1950 (período em que a Copa Rio começou a ser elaborada por CBD e FIFA). Na época (1951), países como Holanda e Alemanha não tinham tido ainda títulos ou campanhas de grande destaque em Copas do Mundo e não eram considerados potências no futebol, tendo a Alemanha inclusive deixado de participar da Copa do Mundo de 1950, (quando a Copa Rio começou a ser elaborada por CBD e FIFA) por causa de um banimento imposto pela FIFA em função da ocupação da Alemanha pelas potências vencedoras da Segunda Guerra Mundial, além de que havia uma proibição do governo federal alemão-ocidental na época, até meados de 1952, a que equipes do país participassem de torneios no exterior.
Conforme mostrado na matéria de 29 de novembro de 1950 do jornal O Estado de S. Paulo, os convites na Copa Rio seguiram um critério: convidar os clubes campeões de RJ e SP (as duas principais escolas de futebol do país-sede, o Brasil) , dos demais países mais bem colocados na Copa do Mundo de 1950 (Uruguai, Inglaterra, Espanha, Suécia e Itália) e de Portugal. A matéria de 29 de novembro de 1950 não explica a razão do convite ao campeão português, que não se enquadra no critério estipulado (pois Portugal não participou da Copa do Mundo de 1950). Uma possível explicação para o convite à equipe portuguesa é dado pela edição de 11 de abril de 1952 do mesmo jornal: esta edição, comentando os convites às equipes estrangeiras para a Copa Rio de 1952, comenta que o Sporting Clube de Portugal  seria "um dos favoritos" entre os clubes convidados à Copa Rio de 1952, mas seria convidado porque "trata-se um dos melhores clubes do mundo" que detinha um enorme número de títulos. Ou seja: pelo menos em 1952 (e possivelmente também em 1951),  a equipe portuguesa foi convidada ao certame em função dos laços afetivos entre Brasil e Portugal e da enorme grandeza do clube português.
Dos países originalmente convidados à Copa Rio de 1951, três (Inglaterra, Espanha, Suécia) acabaram não tendo representantes participando do certame. Segundo Fernando Galuppo, em seu livro Palmeiras Campeão do Mundo 1951, os representantes espanhol e inglês seriam o Barcelona e o Tottenham, que declinaram os convites para participar e foram substituídos respectivamente por Nice (França) e Austria Viena (Áustria) (a participação do Nice francês na condição de substituto ao Barcelona é confirmada também pelos jornais El Mundo Deportivo e O Estado de S. Paulo). Ou seja, por exclusão, conclui-se que o representante da Suécia foi substituído pelo Estrela Vermelha, um clube da Iugoslávia, participante bem colocada na Copa do Mundo de 1950, ou seja, o convite ao clube iugoslavo foi feito também de acordo ao critério estipulado na edição de 29 de novembro de 1950 do jornal O Estado de S. Paulo: convidar clubes de países selecionados pela ordem de colocação destes na última Copa do Mundo (1950),  e caso algum deles desistisse, convidar clubes dos países que se seguissem na classificação daquela Copa do Mundo. Sendo que o Malmö, campeão sueco de 1950-1951, não foi convidado à Copa Rio por causa de fatos ocorridos em viagens anteriores. Áustria e Escócia, nas Eliminatórias Europeias da Copa do Mundo de 1950 abriram mão de suas vagas, oferecidas as seleções como França, Portugal e outras. Ninguém aceitou e a Europa ficou com menos 2 representantes.
Na Copa Rio França e Áustria foram convidadas no lugar de Espanha e Inglaterra; porém, isso pode ter sido uma decorrência lógica da exclusão dos demais participantes possíveis como substitutos: a União Soviética e seus aliados (Tchecoslováquia, Hungria, Alemanha Oriental, etc.) estavam "auto-exilados" do futebol internacional na época, tendo se negado a participar da Copa do Mundo de 1950; a Alemanha Ocidental foi vetada de participar da Copa do Mundo de 1950 pela FIFA (a ideia da Copa Rio foi formulada durante a Copa do Mundo de 1950); e a Holanda não possuía à época o status de força no futebol, que passaria a ter apenas nos anos 1970. Já a Áustria dividia com a Hungria à época o status de país que mais vezes havia vencido a Mitropa Cup, sendo por isso considerada a "expressão máxima da Europa Central", enquanto a França não participou da Copa do Mundo de 1950, mas foi a seleção mais bem colocada na Copa do Mundo de 1938 após os países já anteriormente citados (Brasil, Itália, Uruguai, Suécia, Hungria, Tchecoslováquia), tendo a França sido eliminada na Copa de 1938 pela campeã Itália nas quartas-de-final daquela Copa (a Áustria não participou da Copa do Mundo de 1938 pois naquele ano foi anexada à Alemanha, e na Copa de 1934 a Áustria foi eliminada pela campeã Itália nas semifinais).
A imprensa brasileira da época tratou a competição como Torneio Mundial de Campeões (designação pela qual o jornal O Estado de S. Paulo tratava a competição) ou Torneio Internacional de Campeões (designação pela qual o Jornal do Brasil tratava a competição). Após o título do Palmeiras, o Jornal do Brasil se referiu a ele como  Campeão dos Campeões do Mundo, ressaltando como o Palmeiras "tão bem soube levantar a moral do futebol brasileiro, levantando o título de campeão dos campeões do mundo". Não só no Brasil, mas também em Itália e Uruguai (então, os únicos dois países campeões mundiais de seleções), a competição foi tratada como Mundial. Na Itália, o jornal Corriere dello Sport publicou em 14 de junho de 1951 que, após a renúncia do Milan ao torneio, a Juventus decidiu participar do torneio "por sua ressonância mundial e ainda porque não poderia faltar uma equipe italiana num torneio tão importante". Após o fim da competição, o embaixador uruguaio no Brasil enviou uma carta de cumprimentos à CBD referindo-se à competição como "certamen mundial de la Copa Rio". Tal valorização da competição ocorreu inclusive na Espanha, país que não teve clube representante na competição. Após o título do Palmeiras, o jornal catalão El Mundo Deportivo comentou que o Palmeiras foi premiado com a Copa Rio de Janeiro, que segundo o jornal, "é o troféu internacional de futebol" (grifo em itálico no texto original, em espanhol). A competição foi chamada de "Torneio de Campeões" na Itália, na Espanha e em Portugal. Estes três países (Portugal, Espanha e Itália) são, entre as principais forças do futebol europeu de clubes (Espanha, Itália, Inglaterra, Alemanha, Holanda e Portugal- países cujos clubes venceram a Copa dos Campeões da Europa mais que uma vez), os únicos países que disputaram a Copa Intercontinental todas as vezes que tiveram a oportunidade (os clubes de Alemanha, Inglaterra e Holanda abriram mão da Copa Intercontinental em 7 entre os 10 anos da década de 1970, época quando ainda não era obrigatória pela UEFA a participação do campeão europeu na Copa Intercontinental).
Em matéria publicada na seção de esportes do portal UOL em 24 de outubro de 2014, o jornalista Claudio Carsughi – que naquela época era correspondente no Brasil do jornal italiano Corriere dello Sport – escreveu que cobriu a competição e disse: "O Palmeiras fez um dossiê para reivindicar o título de campeão mundial. Usou matérias minhas para embasar. O campeonato foi muito importante, o Palmeiras merece ser chamado de campeão mundial. Muito mais que o Corinthians, que venceu um torneio de verão em 2000. Em que os estrangeiros vieram se divertir e mais nada. Não sou torcedor do Palmeiras. Torço para a Fiorentina. O Palmeiras é apenas mais um time brasileiro."

### A final

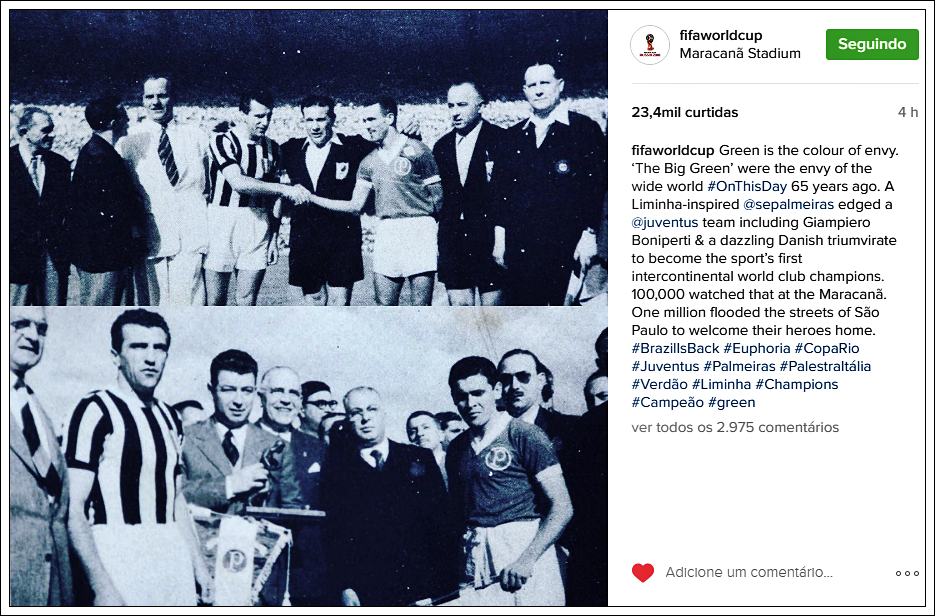
Em 22 de julho de 2016, a foto da final foi divulgada no instagram oficial da Copa do Mundo pela FIFA.

A final foi disputada entre o Palmeiras e a Juventus em duas partidas. Na primeira decisão, vitória da equipe brasileira por 1 a 0. No segundo duelo, um empate por 2 a 2. Com estes resultados, o Palmeiras sagrou-se campeão da Copa Rio de 1951.
O artilheiro da competição foi Giampiero Boniperti, da Juventus com seis gols, jogando todos os sete jogos do torneio. Em maio de 2007, a Revista Placar publicou uma entrevista com Boniperti na qual ele afirmou concordar com o reconhecimento da FIFA à competição, dizendo que a competição foi antecessora da Copa Intercontinental e dizendo que, para ele, foi como uma Copa do Mundo:
| “                                                                                | Na verdade, o que nos interessava era jogar bem naquele torneio que mais lembrava uma Copa do Mundo. Valeu a pena, mesmo sendo vice. | ” |
| — Giampiero Boniperti, ex-jogador da Juventus, entrevista para a revista Placar, | |   |

Quando a Juventus foi chamada para participar do evento e depois foi confirmada a sua vinda ao Brasil, o jornal italiano publicou o seguinte:

A obrigação moral que o futebol italiano tem de estar presente na grande competição mundial. A Juventus irá para a América do Sul forte com todos os seus jogadores. Também foi debatida a hipótese de se poder reforçar a equipe com alguns jogadores emprestados.— Cravelto, vice-presidente da Juventus - 13 de junho de 1951, La Stampa.

### A festa da conquista

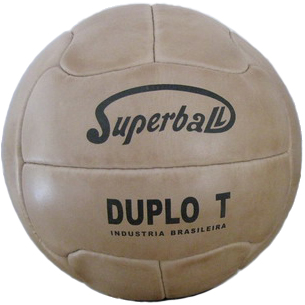
Superball Duplo T, fabricada pelo Brasil, foi a bola oficial do "1° Torneio Mundial de Campeões" usada também na Copa do Mundo de 1950.

Após a conquista do torneio, houve uma grande comemoração no Rio de Janeiro. Para celebrar o primeiro título mundial do Brasil, a equipe palmeirense voltou para São Paulo desfilando em cima de um caminhão com o troféu.
Na volta a São Paulo, o Palmeiras foi recebido por uma grande multidão na estação ferroviária Roosevelt. No trajeto entre a estação e o Parque Antártica, o povo aglomerou-se em todos os lugares possíveis para reverenciar os campeões. Essa recepção está evidenciada em um texto escrito por José Guedes Torino no jornal Vida Esportiva Paulista. A edição de 23 de julho de 1951 do tradicional jornal esportivo brasileiro A Gazeta Esportiva trazia como título na primeira página: Palmeiras Campeão do Mundo! Assim como o carioca Diario da Noite entre outros. Já na capa do jornal O Globo a manchete - Campeão dos Campeões do Mundo!
A imprensa brasileira da época, além de tratar o torneio como título mundial, afirmou que a competição era o maior feito do futebol brasileiro, afirmando que superava em importância o título vascaíno em 1948 no Campeonato Sul-Americano de Campeões. O engenheiro Ottorino Barassi, na época dirigente da Fifa, veio ao Brasil para organizar o torneio junto aos dirigentes brasileiros. Foi dele a proposta que a competição fosse disputada por oito clubes, divididos em dois grupos de quatro equipes, com partidas disputadas nos estádios do Maracanã e do Pacaembu. Depois do jogo final no Maracanã, estavam presentes no gramado os dirigentes dos principais clubes cariocas e o representante do presidente da República, Getúlio Vargas, o seu secretário particular Roberto Alves com outros políticos. O presidente do Brasil tinha acompanhado a estreia do Vasco da Gama por convite da organizadora do evento. Na cerimônia realizada na CBD após a final da competição, além de Barassi - delegado da FIFA, estava presente também o ministro Luiz Gallotti, o presidente do CND e os mandatários do futebol no país cumprimentando o presidente do Palmeiras, Mario Frugiuele, que recebeu a bola oficial do torneio dada pelo árbitro após a partida final, declarou ao Diario da Noite:
Nota: a grafia é a original do texto

Devemos o grande título por nós conquistados, á torcida carioca. Oitenta por cento de nosso êxito, devemos a esses torcedores que em todos os momentos dos dois jogos decisivos estiveram ao nosso lado, incentivando entusiasticamente os nossos jogadores para que pudessemos dar ao Brasil, um título de âmbito mundial como é a Copa Rio.— Mario Frugiuele, ao Diario da Noite.

## Grupos

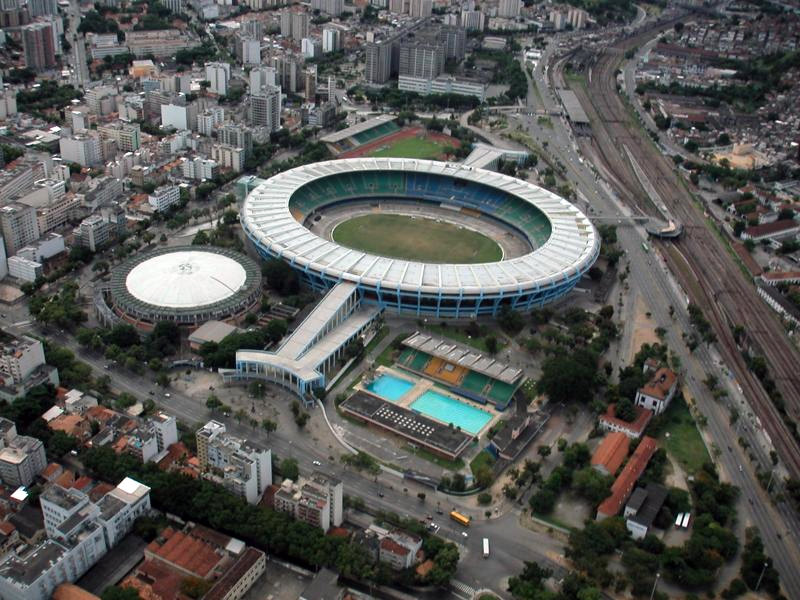
Foto aérea do estádio do Maracanã (RJ).

### Grupo do Rio de Janeiro

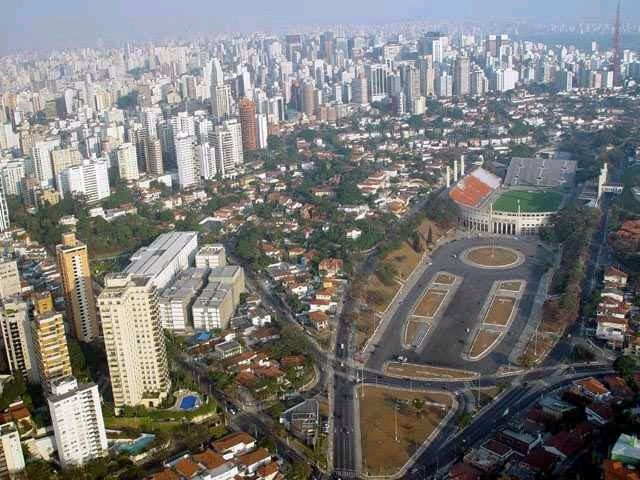
Foto aérea do estádio do Pacaembu e sua vizinhança (SP).

| Vasco da Gama*  | Brasil   | Campeão carioca de 1950 |
| Sporting*       | Portugal | Campeão português da temporada 1950/51 |
| Áustria Viena** | Áustria  | Campeão austríaco da temporada 1949/50 e terceiro colocado na temporada 1950/1951. O Rapid Viena, campeão austríaco na temporada de 1950-1951, não foi convidado à Copa Rio por causa de fatos ocorridos em viagens anteriores. Os dois primeiros da Áustria em 1950-1951 (Rapid Viena e Wacker) acabaram disputando a Copa Mitropa em datas coincidentes com as da Copa Rio. O Austria Viena substituiu o Tottenham (Inglaterra), que declinou participar, supostamente por problemas financeiros, e o campeão escocês Hibernian, que também recusou o convite para participar. |
| Nacional*       | Uruguai  | Campeão uruguaio de 1950 |

### Grupo de São Paulo
| Palmeiras*       | Brasil     | Campeão paulista de 1950 e do Torneio Rio-São Paulo de 1951 |
| Juventus**       | Itália     | Campeão italiano da temporada 1949/50 e terceiro colocado na temporada 1950/1951. Participou em substituição ao Milan, com férias programadas do elenco de estrangeiros por força de contrato, e que disputou a Copa Latina querendo que a Inter fosse no seu lugar. Já na Copa Mitropa/Zentropa, a Juventus foi substituída pela Lazio. |
| Estrela Vermelha | Iugoslávia | Campeão da Copa da Iugoslávia de 1950 em 31 de dezembro de 1950. Estava na terceira posição na Liga Iugoslava de 1950/1951 quando do início da Copa Rio, porém acabou se tornando o campeão iugoslavo de 1950/1951 após o fim da Copa Rio, tendo sido porém o primeiro clube indicado ao torneio pela Federação Iugoslava de Futebol. Supostamente substituiu o Malmö, campeão sueco da temporada 1950-1951, que não foi convidado por causa de fatos ocorridos em viagens anteriores. |
| Nice*            | França     | Campeão francês da temporada 1950/51. Substituiu o representante espanhol, que seria o Barcelona ou o Atlético de Madrid (este último participou da Copa Latina). |

- O clube era o campeão mais recente da sua respectiva liga. Antes das finais estaduais das duas sedes, Rio de Janeiro e São Paulo, ficou estabelecido que os seus campeões tinham vaga garantida no mundial devido a falta de uma disputa nacional.[201]
  - O clube não era o campeão mais recente da sua respectiva liga.

OBS: A Suíça foi o único país europeu participante na Copa do Mundo de 1950 do qual não se cogitou convidar um representante. Da América do Norte e da  Ásia, considerou-se a participação do Atlas, campeão mexicano da temporada 1950/1951, e de um representante da Índia. Estes dois últimos clubes solicitaram sua participação no certame, porém esta não foi aceita pela CBD, no caso do Atlas porque o quadro de participantes já estava completo quando do pedido do clube mexicano, e no caso indiano porque a Índia não compareceu a Copa do Mundo de 1950.

## Fase de grupos

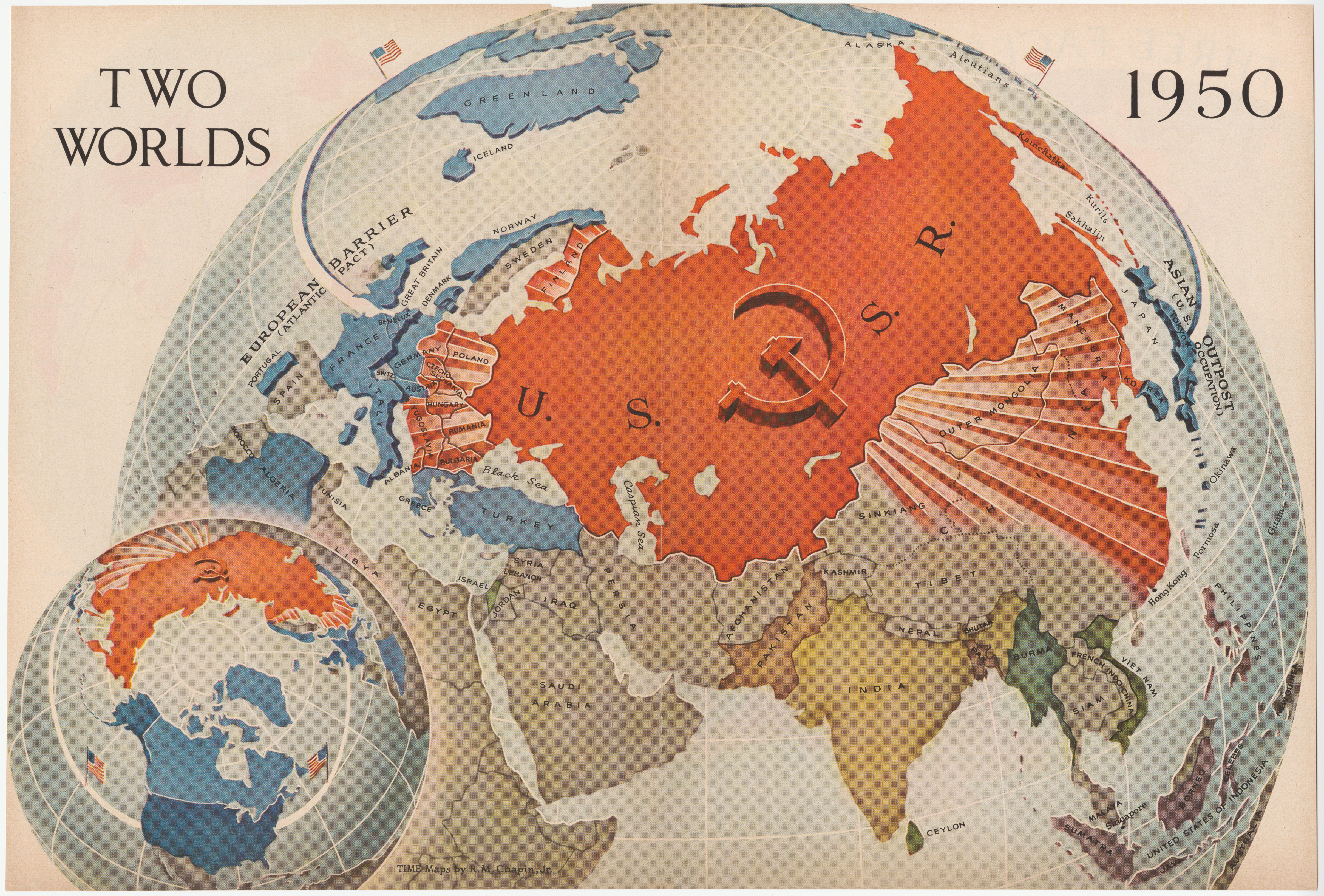
Mapa-múndi da década de 1950, a Índia (Ásia) e a Iugoslávia, precursores do movimento dos países não alinhados e o México da América do Norte tiveram indicações de ter os seus campeões nacionais no evento com exceção dos países da cortina de ferro.

### Grupo do Rio de Janeiro
| Pos. | Equipe        | Pts | J | V | E | D | GP | GC | SG |
| ---- | ------------- | --- | - | - | - | - | -- | -- | -- |
| 1    | Vasco da Gama | 6   | 3 | 3 | 0 | 0 | 12 | 2  | 10 |
| 2    | Áustria Viena | 4   | 3 | 2 | 0 | 1 | 7  | 6  | 1  |
| 3    | Nacional      | 2   | 3 | 1 | 0 | 2 | 3  | 8  | –5 |
| 4    | Sporting      | 0   | 3 | 0 | 0 | 3 | 4  | 10 | –6 |

| 30 de junho | Áustria Viena                          | 4 – 0 | Nacional | Maracanã, Rio de Janeiro                                  |
|             | Aurednik 22', 27' · Stojaspal 53', 85' |       |          | Público: 27 463 Renda: Cr$ 552.220,00 Árbitro: ENG Powers |

| 1 de julho | Vasco da Gama                                      | 5 – 1 | Sporting     | Maracanã, Rio de Janeiro                                      |
|            | Friaça · Tesourinha · Ipojucã 46', 75' · Djair 89' |       | Patalino 87' | Público: 91 438 Renda: Cr$ 2.964.000,00 Árbitro: FRA Fordjman |

| 3 de julho | Nacional                                  | 3 – 2 | Sporting                 | Maracanã, Rio de Janeiro                                    |
|            | Bernardes 12' · Ramires 75' · Ambrois 88' |       | Patalino 10' · Jesus 15' | Público: 21 642 Renda: Cr$ 387.840,00 Árbitro: ITA Galvatti |

| 5 de julho | Vasco da Gama                       | 5 – 1 | Áustria Viena  | Maracanã, Rio de Janeiro                                    |
|            | Friaça 15', 63', pen.' · Tesourinha |       | Melchior I 10' | Público: 93 833 Renda: Cr$ 2.615.830,00 Árbitro: ENG Powers |

| 7 de julho | Sporting | 1 – 2 | Áustria Viena    | Maracanã, Rio de Janeiro                   |
|            | Albano   |       | Aurednik · Huber | Renda: Cr$ 339.895,00 Árbitro: IUG Popovic |

| 8 de julho | Vasco da Gama           | 2 – 0 | Nacional | Maracanã, Rio de Janeiro                                    |
|            | Djair 36' · Ipojucã 68' |       |          | Público: 61 766 Renda: Cr$ 1.532.120,00 Árbitro: ENG Powers |

### Grupo de São Paulo
| Pos. | Equipe           | Pts | J | V | E | D | GP | GC | SG |
| ---- | ---------------- | --- | - | - | - | - | -- | -- | -- |
| 1    | Juventus         | 6   | 3 | 3 | 0 | 0 | 10 | 4  | 6  |
| 2    | Palmeiras        | 4   | 3 | 2 | 0 | 1 | 5  | 5  | 0  |
| 3    | Nice             | 2   | 3 | 1 | 0 | 2 | 4  | 7  | –3 |
| 4    | Estrela Vermelha | 0   | 3 | 0 | 0 | 3 | 4  | 7  | –3 |

| 30 de junho | Palmeiras                                     | 3 – 0 | Nice | Pacaembu, São Paulo                                            |
|             | Aquiles 52' · Ponce de León 56' · Richard 76' |       |      | Público: 28 709 Renda: Cr$ 854.905,00 Árbitro: AUT Franz Grill |

| 1 de julho | Juventus                               | 3 – 2 | Estrela Vermelha             | Pacaembu, São Paulo                                        |
|            | Boniperti 26', 42' · Hansen 84' (pen.) |       | Tomašević 18' · Ognjanov 59' | Renda: Cr$ 874.965,00 Árbitro: BRA Alberto da Gama Malcher |

| 3 de julho | Juventus                                | 3 – 2 | Nice               | Pacaembu, São Paulo                            |
|            | Vivolo 11' · Præst 35' · Muccinelli 77' |       | Courteaux 20', 60' | Renda: Cr$ 200.995,00 Árbitro: AUT Franz Grill |

| 5 de julho | Palmeiras                 | 2 – 1 | Estrela Vermelha | Pacaembu, São Paulo                                             |
|            | Aquiles 11' · Liminha 80' |       | Ognjanov 8'      | Público: 24 933 Renda: Cr$ 712.535,00 Árbitro: FRA Gaby Tordjan |

| 7 de julho | Nice                             | 2 – 1 | Estrela Vermelha | Pacaembu, São Paulo                            |
|            | Ben Tifour 49' · Bengtsson pen.' |       | Mitić 46'        | Renda: Cr$ 198.800,00 Árbitro: BRA Mário Viana |

| 8 de julho | Palmeiras | 0 – 4 | Juventus                                           | Pacaembu, São Paulo                                                |
|            |           |       | Boniperti 10', 18' · Hansen 48' (pen.) · Præst 80' | Público: 37 639 Renda: Cr$ 1.120.905,00 Árbitro: ENG Edward Graigh |

## Fase final

### Semifinais
| 12 de julho | Juventus                        | 3 – 3 | Áustria Viena                          | Pacaembu, São Paulo                                        |
|             | Muccinelli 32' · Præst 49', 72' |       | Koller 29' · Stojaspal 39', 85' (pen.) | Renda: Cr$ 333.895,00 Árbitro: BRA Alberto da Gama Malcher |

| 12 de julho | Vasco da Gama | 1 – 2 | Palmeiras                 | Maracanã, Rio de Janeiro                                         |
|             | Maneca 46'    |       | Richard 24' · Liminha 82' | Público: 42 992 Renda: Cr$ 901.520,00 Árbitro: ENG Edward Graigh |

| 14 de julho | Juventus                            | 3 – 1 | Áustria Viena | Pacaembu, São Paulo                              |
|             | Muccinelli 53', 55' · Boniperti 59' |       | Stojaspal     | Renda: Cr$ 776.140,00 Árbitro: ENG Edward Graigh |

| 15 de julho | Vasco da Gama | 0 – 0 | Palmeiras | Maracanã, Rio de Janeiro                                           |
|             |               |       |           | Público: 77 488 Renda: Cr$ 1.914.325,00 Árbitro: ENG Edward Graigh |

### Final - 1º jogo[203]
| 18 de julho | Palmeiras     | 1 – 0 | Juventus | Maracanã, Rio de Janeiro                                                  |
|             | Rodrigues 20' |       |          | Público: 56 961 (60 mil) Renda: Cr$ 1.376.975,00 Árbitro: AUT Franz Grill |

- Palmeiras: Fábio; Salvador e Juvenal; Túlio, Luiz Villa e Dema; Lima, Ponce de León, Liminha, Jair Rosa Pinto e Rodrigues. Técnico: Ventura Cambón.

- Juventus: Viola; Bertucceli e Manente; Mari, Parola e Piccinini; Muccinelli, Karl Hansen, Boniperti, Vivole e Praest. Técnico: Jesse Carver.

### Final - 2º jogo[203]
| 22 de julho | Palmeiras                   | 2 – 2 | Juventus                  | Maracanã, Rio de Janeiro                                            |
|             | Rodrigues 48' · Liminha 78' |       | Præst 18' · Boniperti 54' | Público: 100 093 Renda: Cr$ 2.783.190,00 Árbitro: FRA Gaby Tordjman |

- Palmeiras: Fábio; Salvador e Juvenal; Túlio, Luiz Villa e Dema; Lima, Ponce de León (Canhotinho), Liminha, Jair Rosa Pinto e Rodrigues. Técnico:  Ventura Cambón.

- Juventus: Viola; Bertucceli e Manente; Mari, Parola e Bizzoto; Muccinelli, Karl Hansen, Boniperti, Johan Hansen e Praest. Técnico: Jesse Carver.

## Elenco
- Palmeiras: Fábio, Salvador, Juvenal, Túlio, Luiz Villa, Dema, Lima, Ponce de León, Milton (Canhotinho), Liminha, Jair Rosa Pinto, Oberdan, Rodrigues, Richard, Aquiles, Brandãozinho, Gérsio, Inocêncio, Mexicano, Palante, Sarno e Waldemar Fiúme. Treinador: Ventura Cambón.[206]
- Juventus: Viola, Bertucelli, Manente, Mari Jacomo, Parola, Bizzoto, Muccinelli, Karl Hansen, Boniperti, John Hansen e Praest. Treinador: Carver